# Maison professe de Goa

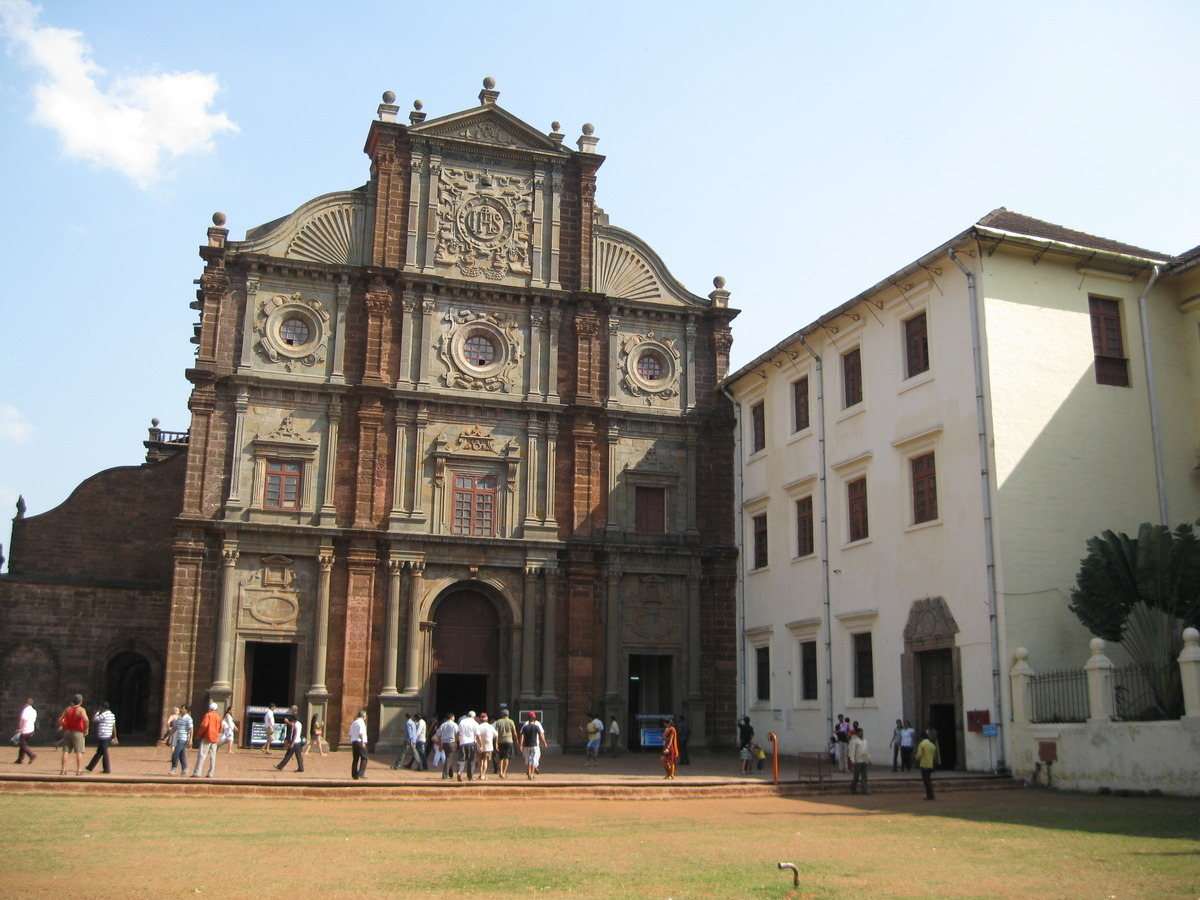
La maison professe, à droite de la basilique du Bon Jésus, à Goa

La maison professe de Goa (connue localement sous le nom de Casa professa) est une résidence jésuite immédiatement adjacente à la basilique du Bon Jésus, à Goa, en Inde. Fondée et construite  à la fin du XVIe siècle, elle fut confiée à l’archidiocèse en 1759 lorsque les jésuites furent expulsés de Goa. Rendue aux jésuites en 1956, elle est aujourd’hui un centre d’activités spirituelles et pastorales. 

## Histoire
L’ancien collège Saint-Paul (aujourd’hui disparu) est la première institution jésuite à Goa. Bientôt autour du collège furent créées au fil des ans diverses œuvres et institutions: le séminaire, le noviciat jésuite, la maison des catéchumènes, deux orphelinats, un hôpital et une résidence pour les missionnaires. L’endroit était surpeuplé et malsain : l’une après l’autre ces institutions émigrèrent ailleurs à Goa.
La résidence des pères est une des premières à quitter le collège. Sa construction, au centre de la ville, commence en 1586, et devient, à la demande des missionnaires une maison professe, c’est-à-dire une résidence au régime de pauvreté religieuse stricte, telle que souhaitée par saint Ignace de Loyola (Constitutions N°555-557). Trois ans plus tard, en 1589, la maison professe, œuvre du frère architecte Domingos Fernandes, est achevée avec l’aide de l’ingénieur Júlio Simão, qui construisit également la cathédrale de Goa et l’arche d’accueil des vice-rois. 

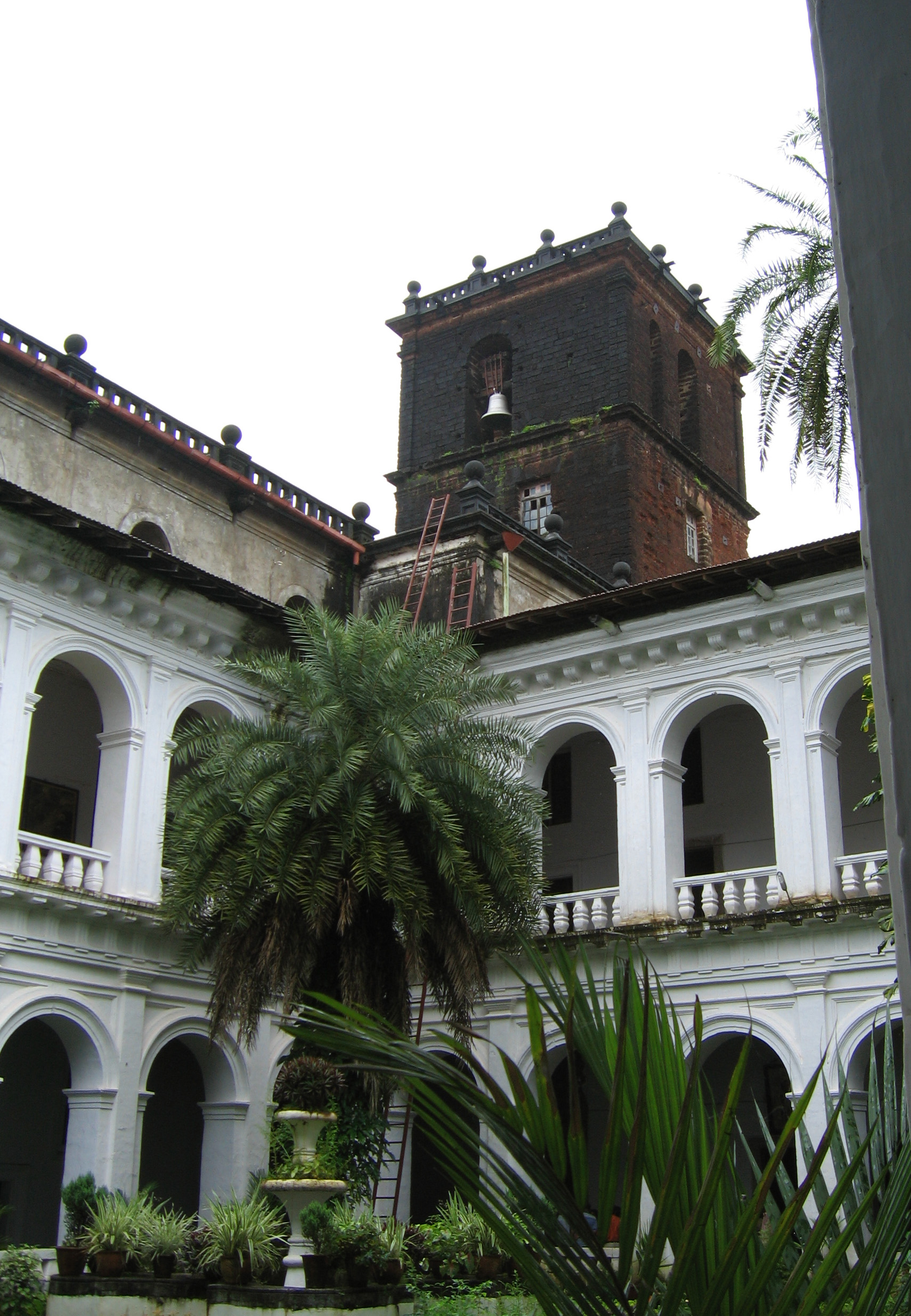
Cloître intérieur de la maison professe de Goa

Durant une quinzaine d’années, la maison professe abrita le corps (dit alors ‘incorruptible’) de saint François-Xavier, dans l’attente que la basilique du Bon Jésus soit achevée et consacrée (en 1605). 
Lorsque les jésuites furent expulsés de Goa, comme de toutes les colonies portugaises par ordre de Pombal (26 septembre 1759), la propriété de la maison fut transférée à l’archidiocèse de Goa. Le marquis de Pombal souhaitait qu’elle devienne le palais de l’archevêque sous le nom de ‘Maison du Bon Jésus’. Cependant le transfert à Panjim de la capitale de Goa fit que ce projet n’aboutit pas. 
Après la restauration de la Compagnie de Jésus (1814), les relations entre le Portugal, souvent dirigé par un gouvernement anticlérical, et l’Église catholique restent difficiles. Les Jésuites ne reviennent à Goa qu’en 1933, lorsque les articles anticléricaux de la constitution du Portugal sont abrogés. Le 3 avril 1956, le patriarche-archevêque de Goa, Dom José Alvarez, nomma le père jésuite Estanislau Martins en tant qu'administrateur et recteur de l'église du Bon Jésus. Avec lui, les jésuites reviennent dans leur maison professe (le 30 avril 1956), même si la propriété ne leur est pas rendue. 
Le bâtiment actuel, se trouvant à droite de la basilique n’est qu’une partie de l’édifice original, certains de ses longs couloirs et des appartements spacieux ayant été détruits par le feu et par les ravages du temps.